# تسترنووو
تسترنووو (به لهستانی:  Cytrynowo) یک روستا در لهستان است که در گمینا تژمشنو واقع شده‌است.